# Канонизација
Канонизација (грч. κανονίζω —  узакоњујем, уводим у законски ред) представља поступак којим се одређене особе проглашавају светитељима, односно постају предмет поштовања цркве и свих њених верника. Канонизацијом се бави посебан црквени суд. Приликом канонизације светитеља, консултује се не само стручна теолошка већ и научна и шира јавност. Она је узакоњење црквеног поштовања подвижника вере, мученика за веру, човека који је био на гласу по својој побожности и честитом животу као светог кроз нарочити поступак више црквене власти.

## О канонизацији
Пракса проглашења личности посебно привржених хришћанској вери за светитеље датира још од четвртог века. Од тада до данас Православна Црква међу свеце је убројала више од 30.000 "Божјих угодника". Тренд у православљу је проширење круга светаца. Московска патријаршија је само током последње деценије у Диптих светих убројала и 1.700 новомученика, углавном пострадалих под бољшевичким режимом. Цариградска и Јерусалимска патријаршија у овом смислу далеко су рестриктивније, а остале цркве готово сваке године имају неколико канонизација.
Православни хришћани верују да су светитељи правоверни хришћани који су Богу угодили за живота на земљи живећи по Божјој вољи и заповестима; по престављењу (не глагол представити овде, у питању је други, архаични глагол) они чине посебну врсту светих људи који се Богу моле за своју сабраћу по вери, као њихови заступници пред Господом, а живи на земљи, њима одају молитвено поштовање. Акт канонизације јесте нешто што долази постхумно — по престављењу (не „представљењу” овде).
Не постоји правило када се канонизација може обавити. Ретко кад се дешава да се неко прогласи светим убрзо после смрти. То се обично деси тек после неколико деценија или чак векова.
Српска православна црква, за разлику од Римокатоличке цркве, нема прецизно дефинисану процедуру канонизације, али за упис у диптих светих подразумева испуњење одређених услова.
У СПЦ не постоји услов година док у неким помесним црквама мора да прође бар 20, 30 година од смрти да би се неко прогласио свецем. У српском Светачнику има око 140 имена.
У Српској православној цркви, за разлику од Католичке, не постоји званичан и формални списак захтева да би неки богоугодник био уврштен међу светитеље.
Чудесна исцељења, за разлику од католика, у Православној Цркви нису обавезан елемент прибројавања нове личности светима. Много је важнији лик истинских боготражитеља који будући светитељи изграђују за живота.
Процедура проглашења за светитеља у СПЦ одвија се преко највишег тела Цркве - Светог архијерејског сабора. Овај орган једини је надлежан да прокламује канонизацију. Код Руса то раде и Свети синод или патријарх, али на предлог и уз образложење Комисије за канонизацију.
Уобичајено је да, када „кандидат” умре мирно, постаје „преподобан или праведан”, а ако је пострадао мученички за веру, онда се проглашава светим мучеником или светим великомучеником.
Процедура проглашења за светитеља у Српској православној цркви одвија се преко највишег тела Цркве - Светог архијерејског сабора.
Овај орган једини је надлежан да прокламује канонизацију.
Свако може да предложи да неко буде проглашен светим, али је уобичајено  да се створи култ у народу да је неко светитељ, а на Цркви је да у периоду од више година и деценија процени да ли је тај култ довољно учвршћен и да ли заиста постоји.
Веома ретко или готово никад се не дешава да неко буде проглашен светим убрзо после смрти, већ се то углавном догађа деценијама, па и вековима касније.
Светитељи су већином монаси, монахиње, епископи, али има и лаика, верника, грађана, односно људи који су водили хришћански живот или живот по Јеванђељу - свет, чист, честит, беспрекоран, праведан, благочестив, богоугодан и узоран живот.
Црква светитељима назива људе који су очишћени од греха стекли милост Духа Светога и показали Његову моћ у нашем свету.
Постоје појединачне и групне канонизације као нпр: свети новомученици новосадски, крагујевачки, прeбиловaчки (жртве усташа из 1941., канонизовани 2015.), јасеновачки (жртве усташког логора 1941. - 1945., канонизовани 2016.), момишићки (спаљени од Турака 1688., канонизовани 2012.), прњaворски (жртве Првог св. рата из 1914., канонизовани 2014.), сурдулички, пивски, велички и горњеполимски, дабробосански и милешевски итд.
У Православним аутокефалним помесним црквама нису утврђене никакве норме канонизације, тј. нема установљених ауторитетних критеријума за просуђивање ο светости живота канонизованих лица. Сам чин канонизације је могуће схватити двојако:
- Као признање од стране Цркве одређеног њеног упокојеног члана за светог, праведног, тј. угодног Богу који је достигао вечно блаженство.
- Као дозвола Цркве за поштовање упокојеног члана због заслуга за веру.

Православна црква може да канонизује упокојеног праведника ако је он допринео ширењу православља, ако је верно служио Богу, чинио чуда или страдао као мученик за православну веру. „Свети људи су у Цркви они који су се очистили од греха, који су стекли благодат Духа Светога и пројавили Његову силу у нашем свету“, објашњава архимандрит Тихон Софијчук, председник комисије за канонизацију у Кијевској епархији. Широк је распон критеријума за канонизацију. 
Канонизација се поима декларативно — као велика објава званичног прихватања већ постојећег факта, и конститутивно - као стварање новога факта који раније није постојао. Нема специјалних правила и журбе за канонизацију. Услови канонизације у православној црквеној традицији су:
- Припадност Православној Цркви.
- Духовност.
- Појава божански натприродног током живота попут чуда, прозорљивости односно Божијег дара пророштва светитељу да види душе верника и будуће светске догађаје и светске токове, као и созерцања.
- Начин и разлог мучеништва, великомучеништва, исповедништва, праведништва, великоисповедништва и подвижништва за веру.
- Појава божански натприродних чуда по упокојењу која се догађају на његовом гробу или приликом употребе ствари којима се некада служио.
- Јављање чудом током земаљског живота или након физичке смрти (према верском схватању појава коју је Бог изазвао на натприродни начин као израз своје свемогућности без обзира на природне законе односно догађај који је необјашњив природним законима).
- Осведочена чуда током живота, после његове смрти, над његовим гробом и приликом употребе ствари којима се некада служио, осведочено мироточење мира из мироносних моштију и најмање 3 осведочена исцељења болесних верника после молитве директно свецу, над његовим гробом или над његовим нетрулежним моштима, деловима тела и „додирним реликвијама“ односно предметима и стварима са којима је светитељ дошао у додир, наводно дошао у додир и служио се њима, као нпр. деловима одеће и веригама (код мученика), као и да постоје поуздана сведочанства да се неко спасио из неке тешке несреће или да је добио од свеца помоћ молећи се њему.
- Мироточење, крвоточење или проплакање иконе свеца.
- Култ у верном народу о светости свеца мора постојати бар неколико деценија.
- Допринос вери.
- Одређена документа и докази о светости.

Услов који неко треба да испуњава јесте да је живео на гласу светости што значи да је током живота био безусловно привржен исповедању православне вере, да је иза њега остало сећање, да је водио савршен побожан, моралан, непорочан, одговоран, озбиљан, нежан, бескомпромисан, послушан, одан, пожртвован, правоверан, праведан, безгрешан, непорочан, самилостан, обазрив, пожртвован, бескомпромисан, чедан, невин, скроман, добар, смеран, кротак, смирен, богоугодан, богобојажљив, благочестив, аскетски, подвижнички, исповеднички, мученички, великомученички, беспрекоран, частан, поштен, покоран, понизан и боготражилачки живот, да није имао личних амбиција, да је својим деловањем био “сведок вере”, да нема негативних конотација у вези с том особом, да је зрачио добротом, да је уважаван и да је заслужио поштовање верног народа.
Знаци светости и појава божански натприродног током живота и након смрти садрже се у одређеним врлинама, a то су такве врлине које превазилазе природне силе човека. Није довољно да се ове врлине појаве у појединим случајевима, него у довољном броју, који опет није дефинисан.
Верни народ има веома изоштрен њух да осети будућег светитеља. Најбољи верници су увек једноставни, наизглед обични и чак неприметни.
Дешавало се да се неко прогласи светим и да се то поништи, јер подаци о њему нису били истинити, а то је само признање да људи могу погрешити.
У српској историји има личности које су уживале велико народно поштовање, чак су се сматрале светим, али никад нису канонизоване. Милош Обилић је имао не само свој култ, већ и фреску у Хиландару, а није никад канонизован, мада се ни не зна да ли је био историјска личност.
Ни Марко Краљевић није канонизован, ни деспот Угљеша. Краљ Урош први, Стефан Вукановић, син кнеза Вукана, Константин, син краља Милутина, цар Душан, старац Макарије и старац Исаија који је живео у време Маричке битке, сви они спадају у прекинуте култове.
Да би неко у СПЦ био проглашен свецем, прво се гледа да ли о тој особи постоји култ у верном народу. Уколико постоји, епископ о томе обавештава Свети архијерејски Сабор СПЦ са молбом да се размотри предлог да та особа буде проглашена свецем. О канонизацији одлучује искључиво Сабор СПЦ који овој одлуци приступа са великим опрезом и највећом строгошћу. Од предлога до одлуке може проћи и неколико година, а у неким случајевима и много више. Када се одлука донесе припрема се икона светитеља и свечана песма, тропар. Светац се проглашава на свечаној литургији коју служе чланови сабора. Тада се пева тропар и благослови икона. Након канонизације црква обавештава остале православне цркве и и моли их да тог свеца унесу у свој литургијски календар.
Увек је било притисака на Цркву од појединих верника, група, епархија или чак власти да некога приброји светитељима и када нема довољно доказаних елемената за канонизацију. "Некима је неко свет иако га Црква није таквим прогласила и уврстила у календар.", истиче верски аналитичар Живица Туцић и наводи да Цркви није лако да се томе супротстави.
Српска православна црква само потврђује и литургијски уобличава култ одређеног светог који је заживео у живој Цркви – у народу. За разлику од Западне цркве, која своје свеце практично административним путем развија и најављује, СПЦ заправо само аминује култ који већ постоји.
У Српскоj Православној цркви влада неслагање о локалном култу који се везује за будуће свеце - док једни осликавање "кандидата" на иконама и певање тропара сматрају предусловом за канонизацију, други се томе одупиру аргументом да је реч о ремећењу црквеног поретка. Такође, нема сагласности ни око временског рока који би требало да прође од смрти кандидата до проглашења светим.
На иницијативу митрополита Амфилохија 2013. године покренут је процес канонизације митрополита Петра Другог Петровића Његоша, али је одлуком Сабора СПЦ одлука о овоме одложена.
Није владика Раде једини кандидат који није постао светитељ. Црквена историја памти више оваквих примера. Најпознатији је вероватно вођа сеобе Срба патријарх Арсеније Трећи Чарнојевић чија канонизација никада није обављена.
Сличан је и случај двојице монаха из манастира Раванице из 17. века. Својевремено велики пророци и јуродиви старци Ананије и Аврамије, упркос предлозима, нису постали светитељи и временом су пали у заборав.
Суочени са учесталим канонизацијама у Римокатоличкој цркви, све више верника СПЦ поставља питање проглашења за светитеље појединих личности из наше црквене историје. На иконама са златним ореолом многи би волели да виде патријарха српског Павла, оца Тадеја Витовничког, оца Гаврила Антонијевића, схиархимандрита Стефана Светогорца и многе друге.
У Католичкој цркви, беатификација претходи канонизацији.
Код православних нема официјелне сантификације због тога што су критеријуми јасни и веома строги јер се тога човек може удостојити само након физичке смрти и невиног пострадања за хришћанску веру.
Сви иконографски обрасци и начин приказивања говоре о томе и опомена су верницима као најузвишенији идеал.
У Католичкој цркви канонизација је службени прецизно дефинисан чин са свим детаљима поступка у Codex iuris canonici.

## Историјски развој
Да би се знало која су лица посвећена, потребна је спрега између народа и свештенства Цркве. У раној Цркви старозаветни патријарси, пророци, новозаветни Апостоли и мученици већ су испочетка сматрани светима - њихова временска близина Христовом времену производила је своја благодатна дејства. Њихова су имена локални Епископи уносили у своје диптихе и синодике и молитвеним споменима обележавали дан њиховог краја. Временом, њихова имена и пратећи текстови (молитве, стихире, тропари, канони) образовали су службе које су узборничене у минеје (месецослове) и календаре које је спочетка свака Епархија имала посебно, попут Символа Вepe. Историјска сведочанства ο васељенском поштовању Апостола срећу се од IV века, а помен празника Свих Светих налазимо код Св. Јована Златоустог. Из тог времена почиње установљење многих празника који се односе на догађаје из живота и рада Христа, Богородице, Апостола и светаца ранијих генерација. Установа празновања у спомен светих која полази од више Црквене власти је вид канонизације која је постојала у старој Цркви.
Beћ од IV века, с обзиром на лична својства, разликују се: а) преподобни, тј. свети из реда инока - подвижника и б) Свети оци Цркве и уопште јерарси. Неке свете који су се прославили прозорљивошћу и чудесима народ је сам проглашавао; некад су чак за живота њиховог подизани храмови - нпр. Маркијан је подигао храм у част Св. Васијана. Великим делом преподобне су често чинили светима њихови поштоваоци из места, па се тај круг ширио и њихов култ је растао - зависно од ширења гласа ο њиховим чудесима или ο нетрулежности њихових мошти. Већина цариградских Патријараха и римских папа првих векова, изузимајући оне који су суђени као јеретици, проглашена је за свете, затим велики број царева који су постали извесни побожношћу. У време цара Василија (976-1025) образован је минологијум свих светих којима се спомен слави у целој грчкој империји. Тај минологијум постао је основ каснијих Светаца Константинопољске цркве, а овај је ушао у састав Светаца Кијево-Печерске лавре.

## Приступ канонизацији
Канонизација је црквеноправни институт који започиње на основу народног веровања, тј. локалног култа и побожног поштовања. Као таква, она није детаљно разрађена и дефинисана у Цркви, него је делимично резултат спонтаности и смерница којих се свештенство држи пре коначног закључења самог акта. Процедура се у неколико разликује у појединим помесним црквама. Акт уврштења у ред светих у Руској цркви имао је значење и тежину канонизације у тој цркви. Само уношење имена у каталог светих и служење свечане службе било је равно канонизацији. Критеријуми су били: вера побожног народа у светост подвижника, мошти, чудотворења, икона, служба.
Примера ради, сабори Руске цркве (1547. и 1549. године) били су важни у овом процесу: они су извршили ревизију списка светих. Нешто пре тога (1539. и 1544. године), два случаја локалног поштовања нису добила потврду него су остала неканонизована. Сабори под московским патријархом Макаријем, звани макаријевски, из 1547. и 1549. године, из времена црквеног и државног разрастања - а то је било време Трећег Рима - унели су 39 имена светих у саборни списак помесне Московске цркве: канонизовано је 9, а 30 њих били су и раније поштовани као свети; сабори су потврдили поштовање једних, а раширили поштовање других, преводећи их из оквира уско-локалног поштовања Москве, у широку извесност и поштовање целе помесне Руске цркве. Ови сабори учинили су доста, али ништа коначно: нису дефинисали принципе канонизације, нити су дали потпуну листу светих.
У Грчкој помесној цркви, при канонизацији су обично узимани у обзир ови услови: а) светост живота и б) чуда; осим овога била је потребна нетљеност (нетрулежност) мошти или благопријатни мирис мошти подвижника (благопријатни мирис сматра се за својство мошти).
У Руској помесној цркви, потребни услови за канонизацију су: а) проналажење мошти, б) чуда и в) свети живот.
У Српској помесној цркви, питању канонизације се прилазило другачије. Двадесетих година XX века Патријарх Димитрије покренуо је питање канонизације деспота Стефана Лазаревића. То је био повод за овај процес, али и за научни приступ овоме питању: литургичар др Лазар Мирковић написао је студију Уврштење деспота Стевана Лазаревића у ред светитеља (Богословље, II, 1927, 161-177). Он узима у обзир праксу уврштења у ред светих какву бележи средњовековни књижевник јеромонах Доментијан у вези са преподобним Симеоном Мироточивим. Наиме, приликом годишњег помена Св. Симеона Богопримца, хиландарски оци њега (Симеона Мироточивог): "написаше у ред светих преподобних отаца, још и чудотвораца, и поклонише му се као и свима светима и Богом прослављеноме на небу и земљи. И савршивши Свету божанствену Литургију, сатворише празник Светоме Симеону, Новоме Мироточцу, и приложише га ка Светоме Симеону Богопримцу, да им се празнује заједнички празник у један дан" (Живот Светога Саве, Доментијан, крај 10. главе). Ово је први помен уврштења у ред светих у Православној традицији Срба, старији од аутокефалије Жичке Архиепископије. У Српској помесној цркви питање канонизације светитеља стручно и опширно обрађује Леонтије Павловић (Култови лица код Срба и Македонаца, Смедерево 1965).

## Опште и локално прослављање светих
Канонизација подразумева све облике молитвеног поштовања одређеног светог. Свети су сви прослављени, али у историјској традицији, без посебних разлога, разликују се поједини светитељи који се сматрају и називају блаженима: Јероним, Августин, Теодорит, Јов, Анастасије, итд. У свеколикој Цркви, сви светитељи имају једнаку част, али свака помесна црква има листу светитеља или спомена на догађаје у вези с тим светитељима. Имена у списку једне помесне цркве су двојака: једно су светитељи који су преузети из општег хришћанског заједничког ороса светих, и њихова извесност није везана само за дотичну помесну цркву, а друго су светитељи из народа у коме је та помесна црква организована. Ови други нису ништа нижи код Бога, али немају шире васељенско прослављање. Догађа се да се неки од њих почну славити и шире, па га у свој каталог унесе и нека друга помесна црква - такав је случај са нашим светитељима Светим Савом и Арсенијем, које је у свој списак унела и њихове службе уврстила у минеје, под одговарајућим датумима, Руска црква - док Бугарска црква негује и поштује култ краља Милутина.
Општехришћански свеци заједнички су свим аутокефалним и аутономним црквама, а локални свеци су у поштовању само одређене помесне цркве, али њихово поштовање може да се шири и даље - разноси их и негује сам верни народ. Питање њиховог поштовања у другим јурисдикцијама није дефинисано: да ли се њихово поштовање ограничава границама одређене аутокефалне цркве - да се њихово поштовање ван граница дате цркве забрањује снагом црквеног закона, или се то поштовање прећутно толерише - што значи да они на литургијском нивоу нису поштовани, али могу бити поштовани на индивидуалном нивоу, по жељи верних.
Садржај литургијског поштовања светитеља чини то што се њему држи (служи) спомен сваке године - то је специјална служба, певају се њему у част, а Богу у славу молебани, и уопште верни му се молитвено обраћају; у његово име врши се освећење престола и цркава; његови ликовни прикази поштују се као иконе; мошти се истављају (излажу) у храмовима ради указивања поштовања од стране верујућих. Поштовање локалних светитеља ограничава се на ужу територију, али се садржајем ништа не разликује од поштовања општих светих: култ је у оба случаја комплетан, квалитетом исти, али - простором се разликује на ужи и шири.